# Oligodon cruentatus
Oligodon cruentatus är en ormart som beskrevs av Günther 1868. Oligodon cruentatus ingår i släktet Oligodon och familjen snokar. IUCN kategoriserar arten globalt som livskraftig. Inga underarter finns listade i Catalogue of Life.
Arten förekommer i Myanmar. Honor lägger ägg.